# Akkerdravik
Akkerdravik (Bromus arvensis, synoniem: Avena arvensis) is een plant uit de grassenfamilie (Poaceae). De wetenschappelijke naam van de soort werd in 1753 gepubliceerd door Carl Linnaeus in Species plantarum. Behalve naar uitgebreidere beschrijvingen in zijn eigen Flora svecica, Flora lapponica en Hortus Cliffortianus, verwees hij daarbij naar het werk van Gaspard Bauhin, Olof Rudbeck, Johann Jakob Scheuchzer en Johann Jacob Dillenius. Het aantal chromosomen is 2n = 14.

## Kenmerken
Akkerdravik wordt 0,3 tot 1 m hoog en heeft rechtopstaande of geknikt opstijgende stengels. De ruwe, behaarde, 10-20 cm lange bladeren zijn grijsgroen en 3-6 mm breed; het gefranjerde tongetje is 2–4 mm lang.
Akkerdravik bloeit in juni en juli. De bloemen zijn tweeslachtig en staan in een wijd vertakte, tot 20 cm lange pluim. De aartjes bestaan meestal uit vijf tot acht bloemen. De naar boven gebogen, dunne kafnaalden aan de bovenste kroonkafjes zijn 7-10 mm lang. Het onderste, meestal drienervige kelkkafje is 3,2-5 mm lang en het bovenste, vijf- tot negennervige kelkkafje is 5,2-6 mm lang. De lancetvormige, aan de randen violetkleurige kroonkafjes zijn 7-9 mm lang en hebben twee zeer kleine tanden.
De graanvruchten zijn 6-9 mm lang en 1 mm breed.
Akkerdravik is goed van de andere draviksoorten te onderscheiden door de afgeronde, drie- tot vijfnervige onderste kroonkafjes (lemma) en aan de kenmerken van de helmknoppen, die 2,5–5 mm lang en zes tot acht keer zo lang als breed zijn en daarbij ook minstens half zo lang als de lemma's.

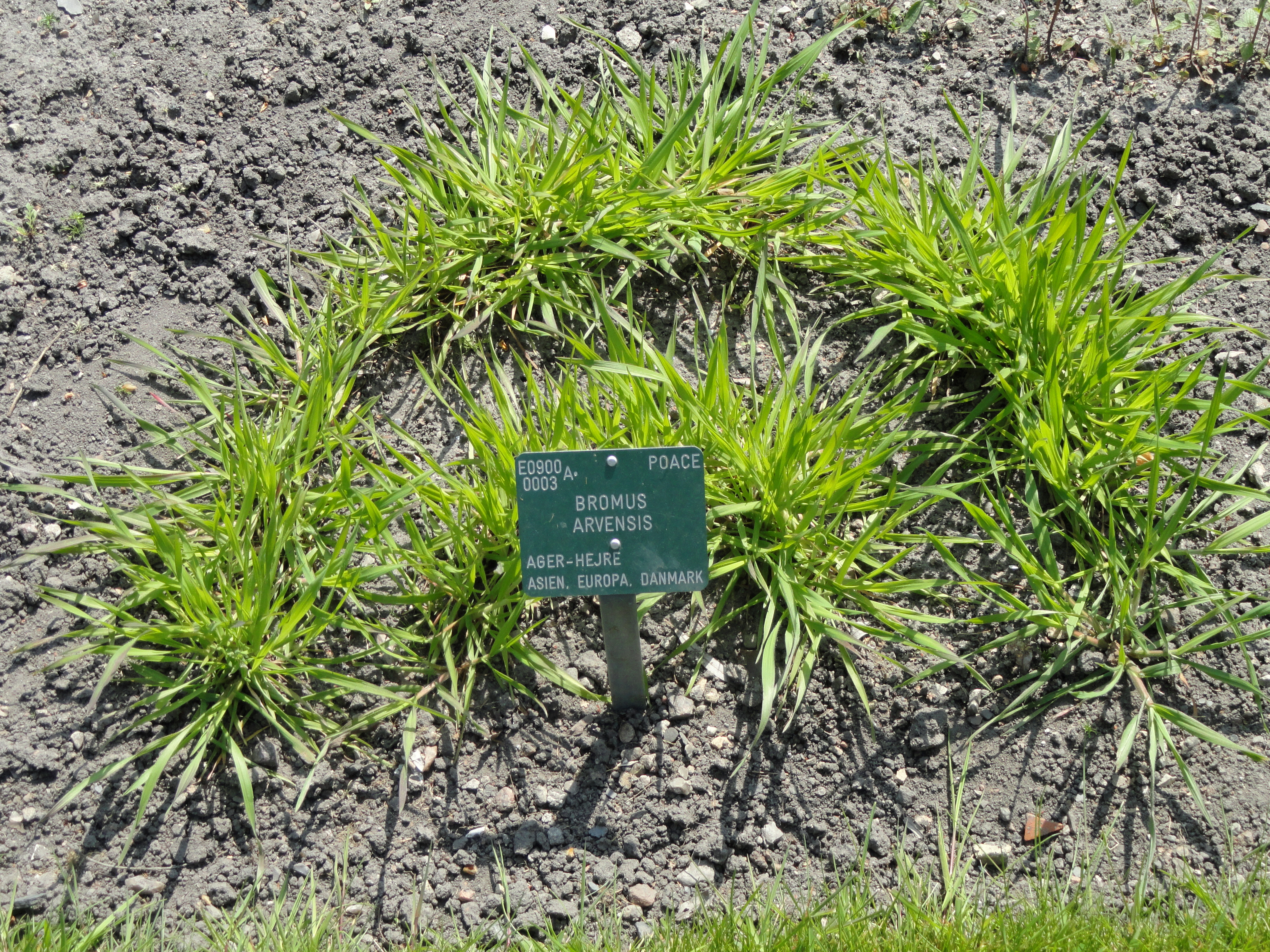
Akkerdravik in de botanische tuin te Kopenhagen
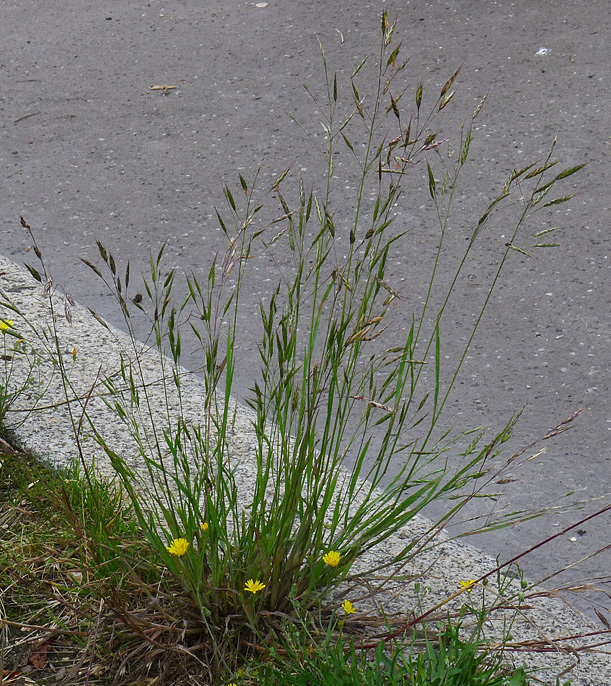
Plant
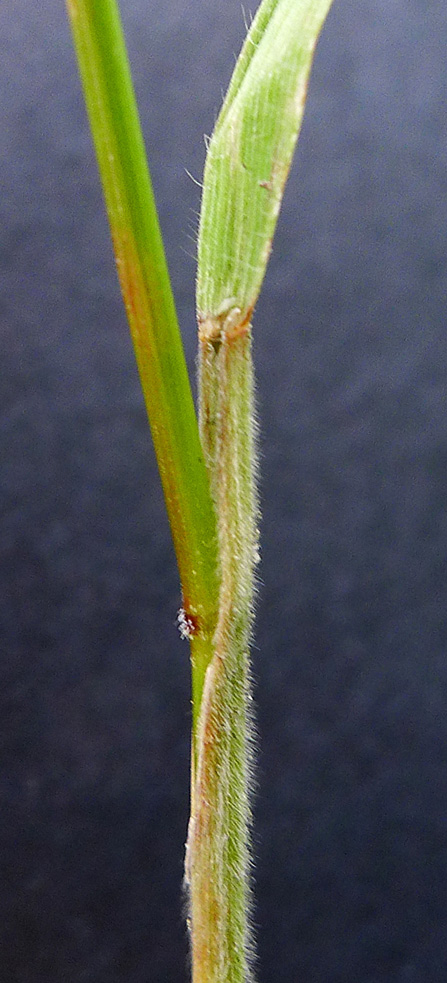
Bladschede
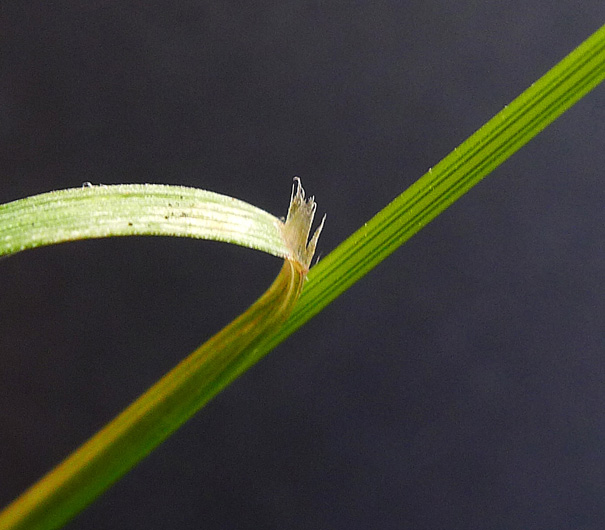
Tongetje
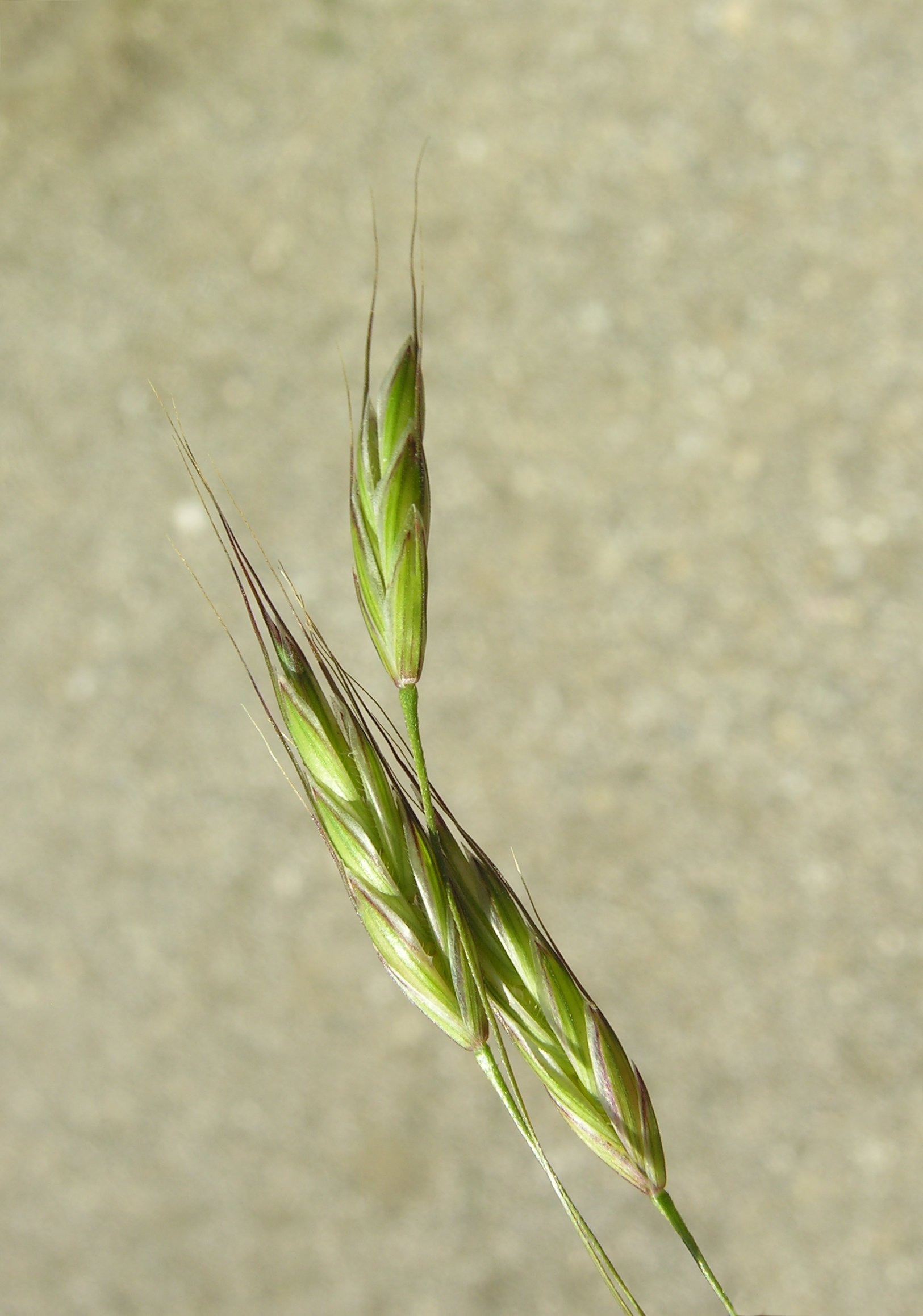
Aartjes
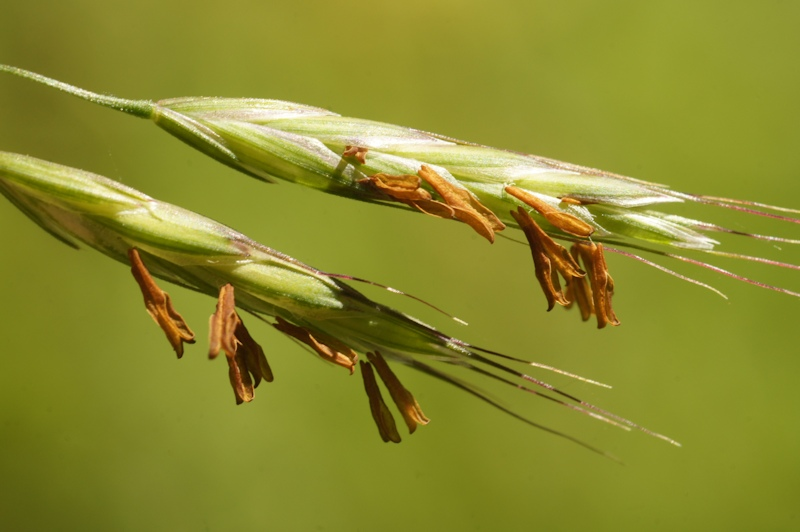
Bloeiende aartjes
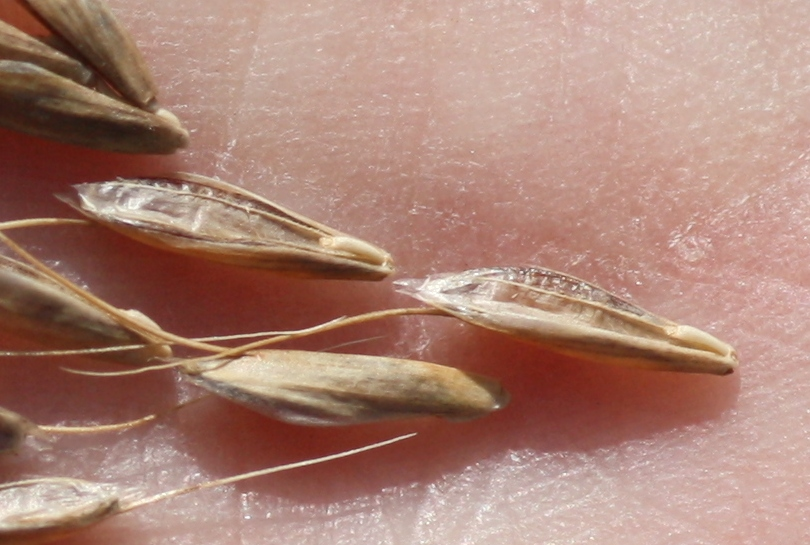
Vruchten
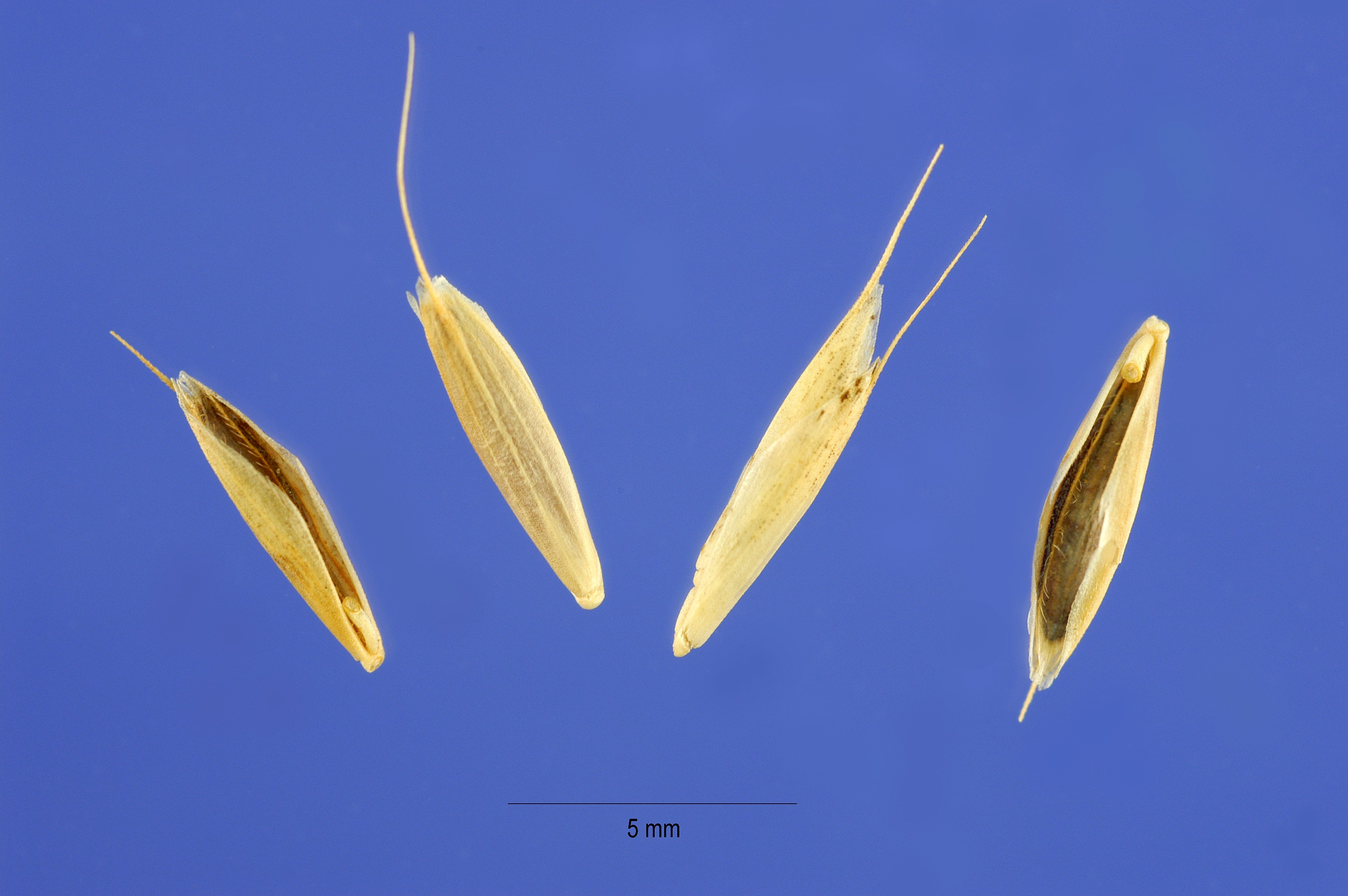
Vruchten

## Standplaats en verspreiding
Akkerdravik staat op open, zonnige tot iets beschaduwde, basenrijke, droge tot vochthoudende, stikstofarme tot matig stikstofrijke, goed doorlatende en matig voedselrijke, losse, humeuze, kalkhoudende tot kalkrijke, grindige zand-, leem- en kleigrond. Ze groeit in weilanden op schrale en droge grond, in bosranden, in bermen en op dijk-, spoorweg- en wegtaluds, in wijngaarden en graanakkers, op braakliggende en stortterreinen en op andere ruderale plaatsen.
De plant stamt uit Zuidwest-Azië en Zuid-Europa en is elders in en buiten Europa adventief met gras- of klaverzaad ingevoerd en plaatselijk opgeslagen. De soort is in Nederland ingeburgerd in Zuid-Limburg en bij Nijmegen, en is elders niet bestendig.